# جوزيف غيرهارد زوكاريني
جوزيف غيرهارد زوكاريني (1797-1848) (بالإنجليزية: Joseph Gerhard Zuccarini)‏ هو عالم نبات ألماني.